# Osmia hendersoni
Osmia hendersoni är en biart som beskrevs av Cockerell 1907. Osmia hendersoni ingår i släktet murarbin, och familjen buksamlarbin. Inga underarter finns listade i Catalogue of Life.